# This Love
«This Love» (с англ. — «Эта любовь») — второй сингл с дебютного альбома Songs about Jane американской поп-рок-группы Maroon 5, выпущенный 27 января 2004.
Текст песни основан на разрыве Адама Левина с его бывшей девушкой.  Песня была написана в самое эмоционально тяжелое время в его жизни. Он также описал текст этой песни как чрезвычайно эротичный.
Песня вошла в первую десятку большинства чартов, возглавив несколько чартов журнала Billboard, в том числе достигнув первого места в чарте «Hot Adult Top 40 Tracks». Музыкальное видео было встречено полемикой, которую вызвали интимные сцены между Левином и его девушкой. Песня победила в номинации «Лучшая новая песня» и получила премию MTV Video Music Award, а также стала третьей самой популярной песней 2004 года.
Песня заняла вершину чарта «Еврохит Топ 40» российской радиостанции, Европа Плюс, проведя там в общей сложности 31 неделю. В феврале 2006 года песня принесла группе их вторую Грэмми, на этот раз в номинации «Лучшее вокальное поп-исполнение дуэтом или группой». Она также была исполнена на шоу «The Tonight Show with Jay Leno» в 2007. Также песня использовалась в рекламном ролике чая Lipton: Yellow Label.

## История создания
В интервью каналу MTV в августе 2002 года вокалист Maroon 5, Адам Левин рассказал, что написал эту песню в тот день, когда его девушка уехала после того, как они расстались. В другом интервью он рассказал, что песня была написана в самое эмоционально тяжелое время в его жизни. Он также добавил:
У меня были отношения, которые заканчивались, но с другой стороны я был очень рад тому, что моя группа собиралась сделать запись, и я был в восторге от работы в студии. Моя бывшая девушка уехала из города через несколько дней после того, как я написал текст песни «This Love», ее отъезд вдохновил меня на написание этой песни.

## Музыка и стихи
Группа призналась, что песня была написана под влиянием музыканта Стиви Уандера. Композиция была написана в тональности до минор, метр установлен в обычном размере, а темп — 95 ударов в минуту. По словам Джонни Лофтуса из Allmusic, музыка в песне, плавно переходит от винтажных ритмов R&B в поп-динамику.
Стив Морс из The Boston Globe описал сингл как потрясающую, проникновенную историю о разрыве отношений. Меган Бард из The Daily Campus добавляет, что в песне слышится вокал Стиви Уандера и фанковый ритм R&B.
В интервью Rolling Stone, на вопрос о необычном тексте песни, Левин ответил:
Да, это сексуально. Меня тошнило от типичных текстов вроде «О, детка, я люблю тебя» и всего этого неопределенного дерьма. Я подумал, что более откровенный подход будет звучать оригинальнее. Девушкам понравится, а мои бабушки и дедушки не поймут в чем дело. Но песня так же ударит по моей бывшей девушке, как тонна кирпичей. Это прекрасно.

## Критика
Песня получила признание критиков. В мае 2004 года музыкант Джон Мейер признался журналу Rolling Stone, что ему понравился альбом группы Songs About Jane. Мейер также отметил и песню «This Love»:
Как только я услышал эту песню, я впал в ступор. Это одна из тех прекрасных песен, которые вы надеетесь написать.
Сингл также усилил привлекательность самой группы Maroon 5 и помог позиционировать их как одну из прорывных групп 2004 года. С тех пор песня была ремикширована Канье Уэстом под названием «This Love (Kanye West remix)» в мае 2004 года. Группа выпустила мини-альбом под названием 1.22.03.Acoustic, в которой представлена акустическая версия песни «This Love».

## Чарты
Песня появилась в Billboard Hot 100, достигнув пятого места. Ремикс этого трека возглавил чарт «Billboard Hot Dance Music/Club Play». This Love достигла первой строчки в «Топ-40 мейнстрима» Billboard. Она также достигла верхней строчки в Billboard Hot Adult Top 40, и оставалась там в течение 10 недель. В 2007 году песня вновь вошла в хит-парад под номером 36 в списке популярных песен Billboard. По состоянию на июнь 2014 года песня была продана тиражом 2 120 000 копий в США.
Песня вошла в «Топ-10» в двенадцати странах. В Великобритании она достигла третьего места в UK Singles Chart 1 мая 2004 года. Она вошла в первую десятку во Франции, Бельгии и Австралии. Сингл вошел в пятерку лучших в Норвегии, Швейцарии, Нидерландах, Австрии и Новой Зеландии . Кроме того, песня This Love вошла в музыкальные чарты Италии, Германии и Ирландии.

## Чарты и сертификации
| Чарт (2004)                              | Позиция |
| ---------------------------------------- | ------- |
| Австралия (ARIA)                         | 8       |
| Австрия (Ö3 Austria Top 40)              | 3       |
| Бельгия/Фландрия (Ultratop 50)           | 21      |
| Бельгия/Валлония (Ultratop 50)           | 7       |
| Canada Hot AC Top 30 (Radio & Records)   | 1       |
| СНГ (TopHit Airplay)                     | 6       |
| Czech Republic (IFPI)                    | 1       |
| Europe (Eurochart Hot 100)               | 8       |
| Франция (SNEP)                           | 6       |
| Германия (GfK)                           | 5       |
| Greece (IFPI)                            | 1       |
| Венгрия (Rádiós Top 40)                  | 1       |
| Ирландия (IRMA)                          | 6       |
| Италия (FIMI)                            | 3       |
| Нидерланды (Dutch Top 40)                | 3       |
| Нидерланды (Single Top 100)              | 5       |
| Новая Зеландия (Recorded Music NZ)       | 4       |
| Норвегия (VG-lista)                      | 3       |
| Poland (Polish Airplay Charts)           | 1       |
| Romania (Romanian Top 100)               | 2       |
| Шотландия (OCC Scotland)                 | 3       |
| Швеция (Sverigetopplistan)               | 26      |
| Швейцария (Schweizer Hitparade)          | 4       |
| Великобритания (OCC UK Singles)          | 3       |
| США (Billboard Hot 100)                  | 5       |
| США (Billboard Adult Alternative Songs)  | 14      |
| США (Billboard Adult Contemporary)       | 3       |
| США (Billboard Adult Pop Airplay)        | 1       |
| США (Billboard Dance/Mix Show Airplay)   | 18      |
| США (Billboard Dance Club Songs)         | 21      |
| США (Billboard Pop Airplay)              | 1       |
| Venezuela Pop/Rock Songs (Record Report) | 1       |

| Чарт (2012)                            | Позиция |
| -------------------------------------- | ------- |
| South Korea International Chart (Gaon) | 59      |

| Чарт (2004)                          | Позиция  |
| ------------------------------------ | -------- |
| Australia (ARIA)                     | 60       |
| Austria (Ö3 Austria Top 40)          | 19       |
| Belgium (Ultratop 50 Flanders)       | 69       |
| Belgium (Ultratop 50 Wallonia)       | 34       |
| CIS (Tophit)                         | 45       |
| France (SNEP)                        | 77       |
| Germany (Official German Charts)     | 26       |
| Hungary (Rádiós Top 40)              | 15       |
| Netherlands (Dutch Top 40)           | 11       |
| Netherlands (Single Top 100)         | 25       |
| New Zealand (Recorded Music NZ)      | 39       |
| Switzerland (Schweizer Hitparade)    | 19       |
| UK Singles (Official Charts Company) | 39       |
| US Billboard Hot 100                 | 4        |
| Chart (2019)                         | Position |
| Portugal (AFP)                       | 1552     |

| Чарт                        | Позиция |
| --------------------------- | ------- |
| US Adult Top 40 (Billboard) | 33      |

| Регион | Сертификация  | Продажи   |
| --- | ------------- | --------- |
| Австралия (ARIA) | Золотой       | 35 000^   |
| Канада (Music Canada) | Платиновый    | 80 000*   |
| Германия (BVMI) | Золотой       | 150 000   |
| Италия (FIMI) | Золотой       | 25 000*   |
| Япония (RIAJ) | Золотой       | 100 000*  |
| Республика Корея | —             | 1,168,853 |
| Великобритания (BPI) | Платиновый    | 608,000   |
| США (RIAA) | 2× Платиновый | 2,120,000 |
| * Данные о продажах приведены только на основе сертификации. · ^ Данные о тиражах приведены только на основе сертификации. · Данные о продажах + прослушиваниях приведены только на основе сертификации. |               |           |

## Видеоклип
Премьера клипа на песню This Love состоялась на канале MTV Total Request Live 6 января 2004 года. Режиссер клипа — Софи Мюллер.
В музыкальном клипе Левин изображен со своей тогдашней девушкой, моделью Келли Макки, в нескольких интимных сценах. В видео использовались, в основном, творческие ракурсы, чтобы избежать действий Федеральной комиссии по связям. Была также создана цензурная версия клипа, где постельные сцены маскируются компьютерными лепестками роз. О съёмках клипа Левин сказал так:
Это удивительно, но в съёмках клипа не было ничего сексуального. Было очень удобно. Я не был возбужден или что-то в этом роде, что было странно, так как я снимал его со своей девушкой.
Тем не менее, видеоклип был воспринят спорно, и Сильвия Паттерсон из The Daily Telegraph описала его как порно-поп-видео. Басист Майкл Мэдден назвал этот спор абсурдной чрезмерной реакцией.